# Мария Домбровска
Ма̀рия Домбро̀вска, с родово име Шу̀мска (на полски: Maria Dąbrowska z domu Szumska), родена на 6 октомври 1889 г. в Русув, починала на 19 май 1965 г. във Варшава), е полска писателка, преводачка и драматург. Една от най-важните полски романистки на XX век, авторка на четирилогията „Нощи и дни“ (1931 – 1934 г.), за която неколкократно е номинирана за Нобелова награда за литература 1939, 1957, 1959, 1960 и 1965 г.

## Биография
Мария Домбровска произхожда от обедняло шляхтичко семейство. Дъщеря е на Юзеф Шумски и Людомира Галчинска. Отраства в имение в Русув, близо до Калиш (от 1971 г. то е Литературен клон на Окръжния музей на Калишките земи в Калиш). През 1901 – 1904 г. учи в Калиш.
В периода 1907 – 1914 г. следва в Швейцария (Лозана) и Белгия (Брюксел), където учи природни науки, икономика и социология. По време на следването си се свързва с движенията за независимост. Привърженичка е на възгледите на Едвард Абрамовски. Член е на Съвета на Лигата на полските жени военни медици.Омъжва се за Мариан Домбровски, социалист, с когото се запознава в чужбина, приятел на Юзеф Пилсудски. Тъй като двамата смятат връзката си за модерна, не претендират да бъдат единствени за другия, поради което през 1916 г. Мария има няколкомесечен романс с Хенрик Шчиглински.
След смъртта на съпруга ѝ през 1925 г. спътник в живота ѝ става Станислав Стемповски, библиотекар и доброволец, с когото остават заедно чак до смъртта му през 1952 г.През този период тя работи за известно време в Министерството на земеделието и земеделските реформи, като едновременно с това се занимава с публицистика. Живее в апартамент 31 на ул. „Полна“ 40 във Варшава (през 1984 г. там е открит Музей на Мария Домбровска, клон на Музея на литературата). По време на немската окупация Домбровска живее основно във Варшава. На 2 октомври 1944 г. излиза от града заедно с цивилното население и попада в лагера в Прушков. Макар на вратата ѝ да е окачен лист с молба да бъде уважен приносът ѝ в литературата, жилището ѝ е разбито и ограбено. Завръща се във Варшава на 3 февруари 1945 г.
Две години след смъртта на Стемповски през 1954 г. Мария Домбровска се премества на ал. „Неподлеглошчи“ 163 апартамент 8, където живее заедно с Анна Ковалска, писателка, с която се е запознава по време на войната. Двете имат романтична връзка, която продължава над 20 години. През последните години от живота си живее в собствения си дом в Коморув край Варашава (свидетелства за този период от живота на писателката дава тогавашната ѝ икономка, Мелания Андрушкевич). На мястото на този дом днес се намира библиотека, носеща името на Мария Домбровска. През 1958 г. е член на Общополския комитет на Фронта за единство на народа.
Умира на 75 години на вечерта на 19 май 1965 г. във Варшава. Ковчегът е положен за поклонение в Залата с колоните на двореца Примасовски, където преди войната се е помещавало Министерството на земеделието и земеделските реформи. В завещанието си моли за католическо погребение и затова, да бъде погребана заедно с майка си и сестра си, загинала по време на Варшавското въстание. Втората ѝ молба не е изпълнена. На 22 май 1965 г. е погребана на Алеята на заслужилите на гробището Повонзки.

## Възгледи
Тя има леви убеждения, подкрепя кооперативното движение, толерантна е към хомосексуалността (в „Дневник“ („Dziennik“) напр. пише по този въпрос: „любов като всички останали“) и към многообразието в обществото.
След 1956 г. преминава към вътрешната опозиция, като на страниците на „Дневник“ изразява личните си симпатии към големите полски писатели, намиращи се в емиграция, както и към техните произведения – Витолд Гомбрович (и неговият „Дневник“) и Чеслав Милош (и „Родната Европа“). След войната интелектуален партньор на Домбровска е живеещият в емиграция в Швейцария син на Станислав Стемповски, писателят Йежи Стемповски, с когото води активна кореспонденция.
В края на живота си писателката протестира срещу политиката на комунистическото правителство, насочена срещу интелигенцията. Тя е една от подписалите Писмо 34, като за тази ѝ дейност, както и за изказването ѝ на събранието на Съюза на полските писатели през юни 1964 г., свидетелства Анджей Кийовски. Посещава също Йежи Гедройч в редакцията на „Култура“ край Париж. През този период е особено впечатлена от дейността на папа Йоан XXIII.
Сред приятелите ѝ са поетесата Кажимера Илаковичовна, поетът Мечислав Яструн, писателите Йежи Анджеевски, Ярослав Ивашкевич, Мелхиор Ванкович, Йежи Завейски и Войчех Журковски, актрисата Елжбета Баршчевска и художникът и политик Хенрик Юзефски, както и Зофия Налковска, Антони Слонимски и Ришард Матушевски.

## Творчество
Първоначално Домбровска се посвещава на публицистиката и едва по-късно преминава към художествената литература, като включва в произведенията си психологически изследвания за хора, произхождащи най-често от низините, правейки това въз основа на собствените си наблюдения. Отделно от това издава: „Спомени на детството“ („Wspomnienia dzieciństwa“), където се съсредоточава върху епическия разказ и анализа на женската психика, както и върху описание на средите на интелигенцията в Полша. Прави и много преводи, създава статии за кооперирането, книги за юноши, критически статии в пресата (най-често във „Вядомошчи литерацкие“, на полски „Wiadomości Literackie”).
Начало на художествената проза на Домбровска слага сборникът с разкази „Черешов клон“ („Gałąź czereśni“), издаден през 1921 г. Но всъщност стилът на бъдещата ѝ проза се оформя в автобиографичния том „Усмивка на детството“ (Uśmiech dzieciństwa“) от 1923 г., където освен личните преживявания се появява и обществена тематика. С нови елементи, съдържащи размисли за човешкото достойнство и еротични нишки, се отличава томът с разкази „Хора оттам“ (Ludzie stamtąd) от 1926 г., високо оценен по онова време от Ярослав Ивашкевич, посветил му ентусиазирана рецензия във „Вядомошчи литерацкие“. Наред с портрет на страстна жена и студия за сексуалната мощ, там се появява мотивът за самотния страдащ човек, осъзнаващ обаче своето човешко достойнство.
Шедьовърът на Мария Домбровска е тетралогията „Нощи и дни“ (1932 – 1934), включва четири тома: I Богумил и Барбара (1932), II Вечна тревога (1932), III Любов (1933), IV Вятър в очите (1934). Придържайки се към епичната традиция (от Омир до реализма на XIX век), Домбровска представя историята на няколко поколения на обедняло шляхтичко семейство в края на XIX и началото на XX век. „Нощи и дни“ са своеобразна хроника на полската интелигенция, но и задълбочено психологическо изследване на главните герои – Богумил и Барбара. Романът има автобиографични черти. Калинес от романа всъщност е художествено изображение на Калиш. Основната сюжетна нишка, както и психологическите образи на героите Домбровска създава в селището Плонне край Радом. Богумил и Барбара имат за прототипи администраторите на имението в Плонне (жената на администратора, Хелена Хепке, е сестра на Домбровска). Днес в основното училище в Плонне се намира паметна зала, посветена на Мария Домбровска. Връзката между Агнешка Нехчицувна и социалистическия активист Марчин Шнядовски (в когото се открива образа на Мариан Домбровски, починалият съпруг на авторката) представлява задълбочен анализ на любовното възхищение, представено чрез кореспонденцията на двамата млади. „Нощи и дни“ е и своеобразен метафизичен роман за битийния порядък и тайната на съществуването, която става явна въпреки съмненията и страданията. Достойнствата на романа са високо оценени от поета Юлиан Пшибош и от философа Владислав Татаркевич (в „Спомени“). Първоначалната версия на романа е публикувана със заглавие „Праговете на дома“.
Новелата „Отец Филип“ („Ksiądz Filip“) описва свещеник, за когото целибатът е противоестествена норма, а образът на героинята г-ца Винчевска е изграден чрез техниката на гротеската портрет на остаряваща инфантилна библиотекарка.
С идеите на „Нощи и дни“ е свързан и по-късният, писан десетки години и незавършен роман, издаден посмъртно под заглавие „Приключения на мислещия човек“ („Przygody człowieka myślącego“) (1970 г. обработка Ева Коженевска), макар авторката да е възнамерявала да го озаглави „Композиция на съществуването“. По замисъла на Домбровска това би трябвало да е продължение на историята на полската интелигенция като обществена прослойка в периода между двете световни войни и по време на Втората световна. От материалите за втория роман е завършен изцяло само цикъл разкази, които Домбровска възнамерява да издаде като том под заглавие „А сега да пийнем“ („A teraz wypijmy...“), и които излизат след смъртта на писателката (1981; обработка Тадеуш Древновски).
След войната пише основно разкази, а много от творбите ѝ излизат посмъртно. Публикува също на страниците на седмичника „Блушч“ („Bluszcz”), а също и в популярните през двайсетте междувоенни години „Вядомошчи литерацкие“.
Важно място в творчеството на Домбровска заемат литературните есета, публикувани посмъртно в „Дневник“. Дневниците, които води от 1914 г. до смъртта си създават автопортрет на писателката (нещо като анализ на интимния ѝ живот) и същевременно са епическа панорама на нейното време. С особено богато съдържание са записките от сталинския период, както и тези от последните години от живота на авторката (например за филма на Микеланджело Антониони „Червената пустиня“, гледан малко преди смъртта ѝ). Важно място в „Дневник“ заемат записките на сънищата, както и многобройните ѝ наблюдения на литературни теми (например за Гьоте и Томас Ман), както и автокоментари към собствени произведения (например за образа на Барбара Нехчицова).
Кореспонденцията на писателката включително тази с Йежи Стемповски) не е събрана изцяло на едно място. Сензация при публикуването ѝ се оказват любовните писма между нея и Мариан Домбровски (2005). Домбровска превежда от английски „Дневникът“ на Самюъл Пийпс от бароковата епоха, а от руски разказите на Антон Чехов. Писателката се изявява като художник и създава няколко акварела: пейзажи и натюрморт.

### Творби
- Marcin Kozera (1927; opowiadania)
- Gałąź czereśni (1922; opowiadania)
- Uśmiech dzieciństwa (1923; opowiadania)
- Dzikie ziele (1925 – 1929; opowiadania)
- Ludzie stamtąd (1926; opowiadania)
- Noce i dnie (1932 – 1934; powieść, na jej podstawie powstał film fabularny i serial telewizyjny w reżyserii Jerzego Antczaka (1975); Państwowa Nagroda Literacka 1934)
- Znaki życia (1938; opowiadania)
- Gwiazda zaranna (1955; opowiadania, w tym Pielgrzymka do Warszawy)
- Szkice o Conradzie (1959; eseje)
- Драми (wyd. książkowe 1959)
- Дневници (powst. 1914 – 1965; wyd. od 1988; w roku 2009 ukazało się pełne wydanie w 13 tomach).
- кореспонденция: Ich noce i dnie. Korespondencja Marii i Mariana Dąbrowskich 1909 – 1925. Oprac. Ewa Głębicka. Warszawa 2005
- публицистика: Pisma rozproszone. Kraków 1964, tomy I-II
- репродукции на акварели, издадени като пощенски картички от Музея на литературата „Адам Мицкевич“ във Варщава

### Книги, издадени на български език
- Сватба на село (разкази) - изд. Народна култура, С., 1957 г., прев. Ванда Смоховска-Петрова
- Усмивка на детството, издат. Отечество, София 1983 г., Превод: от пол. Ванда Смоховска-Петрова, Алина Петрова-Василевич
- В прекрасно лятно утро, София 1983 г. от полски Бл. Лингорска, В. Смоховска, С. Борисова, Сл. Хаджиева
- Нощи и дни, София 1961 г., превод от полски Димитър Икономов

## Отличия и награди
- Кръст на независимостта (1933)
- Златен „Академичен лавър“ – за изключително литературно творчество (1935)[9]
- Златен Кръст за заслуги – двукратно (1946 и 1947)[10]
- Офицерски кръст на Ордена на Възродена Полша (1952)[11]
- Медал 10 години Народна Полша (1955)[12]
- Държавна награда I степен (1955)[13]
- Орден Знаме на мира I степен (1959)[14]
- Командорски кръст и звезда на Ордена на Възродена Полша (1954)[15]
- Титлата доктор honoris causa на Варшавския университет (1957)[16]
- Почетен гражданин на град Калиш (1960)

### Най-важни трудове, посветени на творчеството на Домбровска
- Księga kaliska. W stulecie urodzin Marii Dąbrowskiej. Red.: Tadeusz Drewnowski i in. Kalisz 1996
- Pięćdziesiąt lat twórczości Marii Dąbrowskiej. Red.: Ewa Korzeniewska. Warszawa 1963
- Grażyna Borkowska: Maria Dąbrowska i Stanisław Stempowski. Warszawa 1999
- Tadeusz Drewnowski: Rzecz russowska. O pisarstwie Marii Dąbrowskiej. Warszawa 1981 i wyd. nast.
- Danuta Kelch: Wspomnienia siostrzenicy Marii Dąbrowskiej. Kalisz 2002 – książeczka bezcenna jako źródło biograficzne
- Andrzej Kijowski: Maria Dąbrowska. Warszawa 1964 – książka wydana jeszcze za życia pisarki i budząca jej sprzeciw (czego ślad w dzienniku), jednak ważna jako próba całościowej interpretacji
- Maria Knothe: „Opowiadania” Marii Dąbrowskiej. Warszawa 1980
- Zdzisław Libera: Maria Dąbrowska. Warszawa 1964 i wyd. nast.
- Ewa Nawrocka: Osoba w podróży. Podróże Marii Dąbrowskiej. Gdańsk 2002
- Edward Polanowski: Maria Dąbrowska w Russowie i o Russowie. Kalisz 1976
- Mariola Pryzwan: Wypisałam całą siebie. Maria Dąbrowska we wspomnieniach i listach. Warszawa 2006 – zbiór wspomnień, m.in. gosposi pisarki Melanii Andruszkiewicz
- Agnieszka Raszewska-Klimas: Funkcja nazw własnych w twórczości Marii Dąbrowskiej. Piotrków Trybunalski 2002
- Halina Sutarzewicz: Asnyk, Konopnicka i Dąbrowska w Kaliszu. Warszawa 1977
- Janina Wojciechowska: Maria Dąbrowska – jej związki ze spółdzielczością. Warszawa 1984
- Krzysztof Tomasik: Homobiografie. Warszawa 2008
- Ewa Głębicka: Dąbrowska (nie)znana. Szkice. Warszawa 2016.